# عصر (نقاشی)
عصر (به آلمانی - Der Abend) یک نقاشی رنگ روغن اثر کاسپار داوید فریدریش در سال ۱۸۲۱ میلادی است که اکنون در موزه ایالتی نیدرزاکسن هانوفر قرار دارد. این نقاشی به همراه نقاشی‌های صبح، ظهر و بعدازظهر، بخشی از یک مجموعه نقاشی از ساعات مختلف روز است.
کل بوم را یک جنگل کاج پر کرده‌است، با یک زمین جنگلی نسبتاً مواج به رنگ‌های قهوه‌ای مایل به سبز با گل‌های قرمز شکوفا و نقاط گریز در منتهی الیه چپ و راست تصویر. در پس‌زمینه، محوطه‌ای با بوته‌های کاج، مسیری مورب از چپ به مرکز تصویر و دو انسان با لباس سنتی آلمانی که به غروب خورشید نگاه می‌کنند، دیده می‌شود. همچنین در پس‌زمینه ابرهای تیره و روشن و یک افق کمرنگ دیده می‌شود.

## نگارخانه

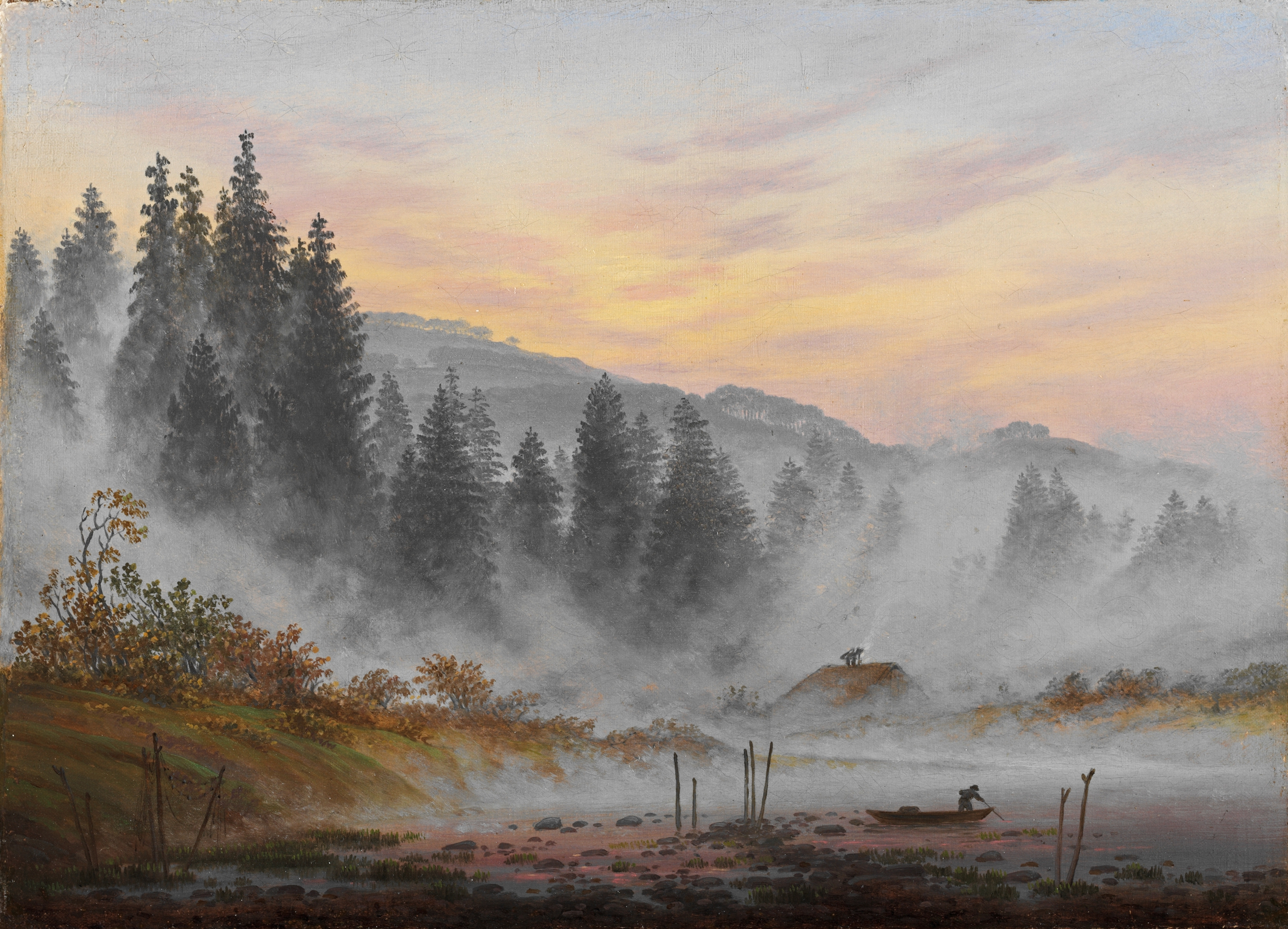
کاسپار دیوید فردریش: صبح ، ۱۸۲۱/۲۲
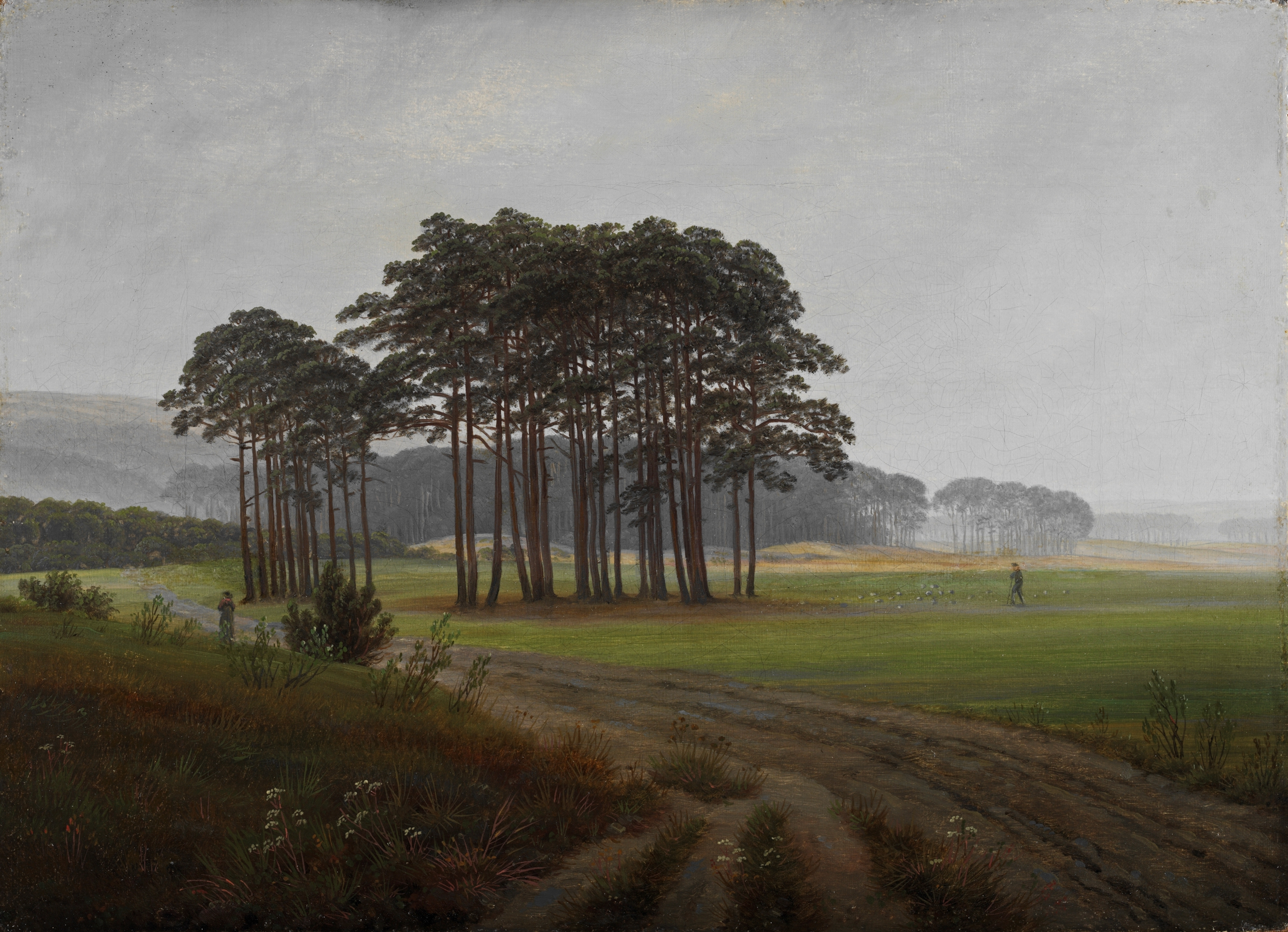
کاسپار دیوید فردریش: نیمروز ، ۱۸۲۱/۲۲
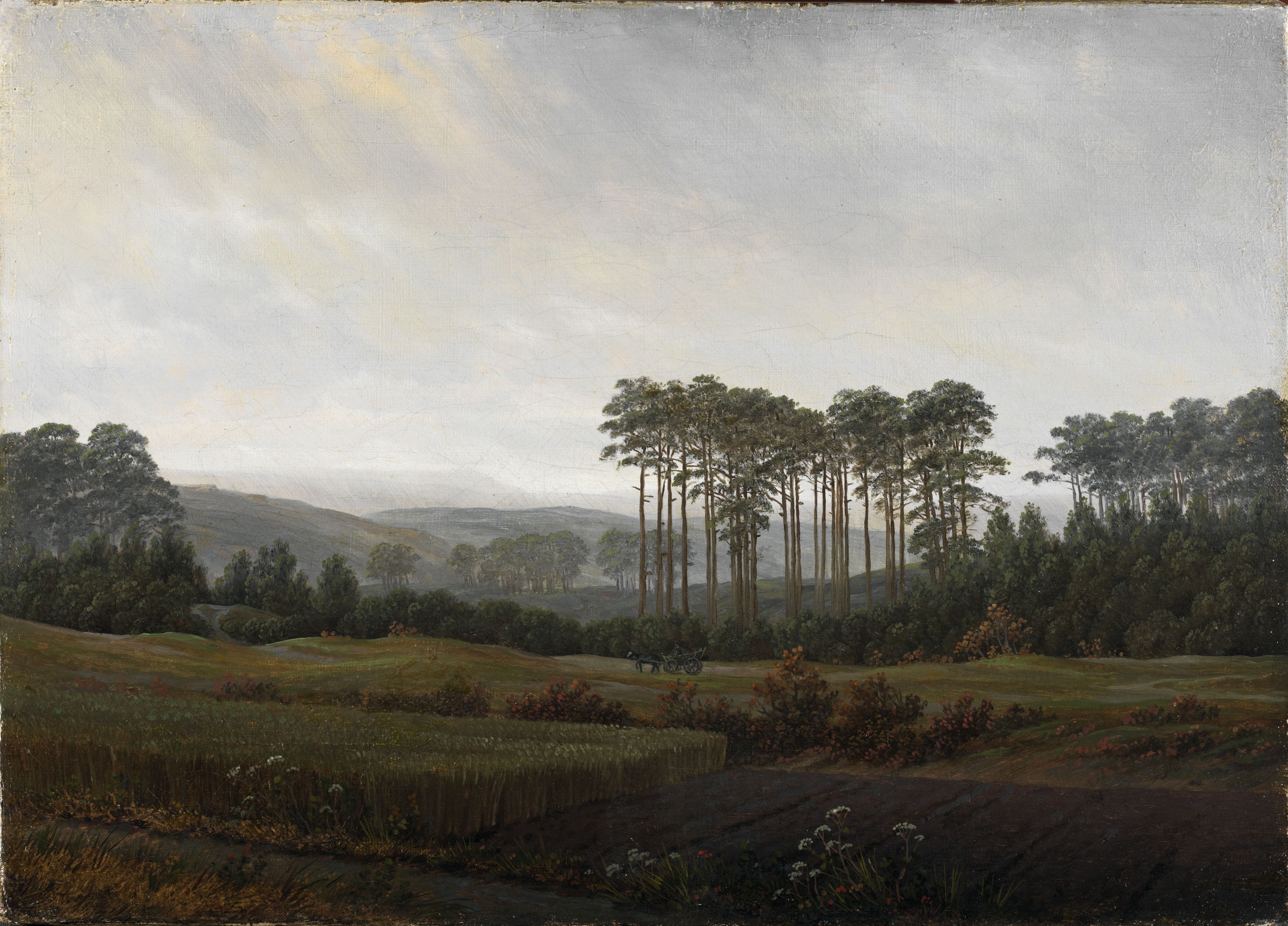
کاسپار دیوید فردریش: بعد از ظهر ، ۱۸۲۱/۲۲
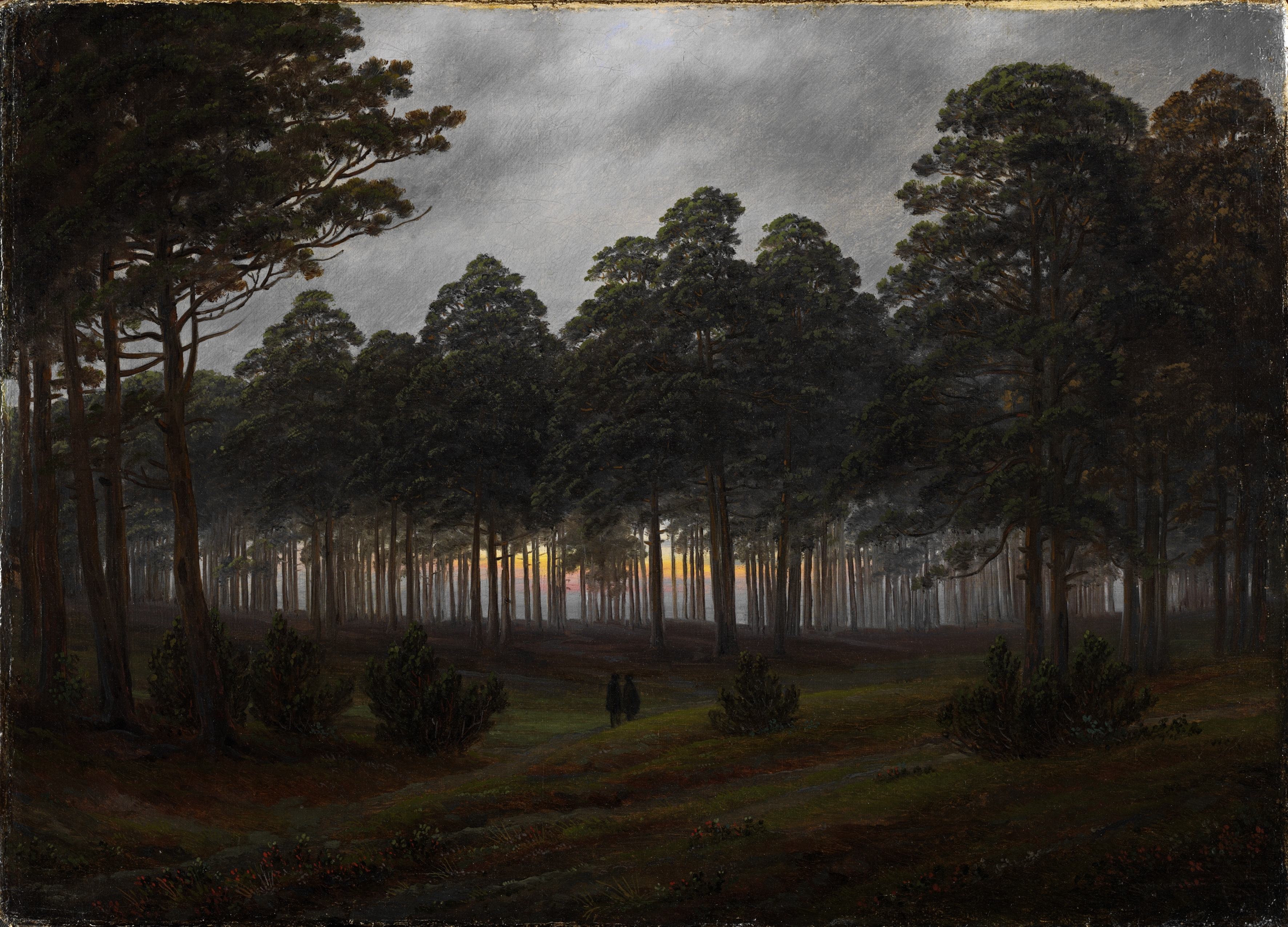
کاسپار دیوید فردریش: عصر ، ۱۸۲۱/۲۲

## کتابشناسی (به آلمانی)
- Helmut Börsch-Supan, Karl Wilhelm Jähnig: Caspar David Friedrich. Gemälde, Druckgraphik und bildmäßige Zeichnungen, Prestel Verlag, München 1973, شابک ‎۳−۷۹۱۳−۰۰۵۳−۹ (Werkverzeichnis)
- Hilmar Frank: Aussichten ins Unermessliche. Perspektivität und Sinnoffenheit bei Caspar David Friedrich. Akademie Verlag, Berlin 2004
- Willi Geismeier: Zur Bedeutung und entwicklungsgeschichtlichen Stellung von Naturgefühl und Landschaftsdarstellung bei Caspar David Friedrich. Dissertation, Berlin 1966
- Christina Grummt: Caspar David Friedrich. Die Zeichnungen. Das gesamte Werk. 2 Bde., München 2011
- Sigrid Hinz (ed.): Caspar David Friedrich in Briefen und Bekenntnissen. Henschelverlag Kunst und Gesellschaft, Berlin 1974
- Christian Cay Lorenz Hirschfeld: Theorie der Gartenkunst. Fünf Bände, M. G. Weidmanns Erben und Reich, Leipzig 1797 bis 1785
- Werner Hofmann: Caspar David Friedrich. Naturwirklichkeit und Kunstwahrheit. C.H. Beck Verlag, München 2000, شابک ‎۳−۴۰۶−۴۶۴۷۵−۰
- Jens Christian Jensen: Caspar David Friedrich. Leben und Werk. DuMont Verlag, Köln 1999
- Wieland Schmied: Caspar David Friedrich. Zyklus, Zeit und Ewigkeit. Prestel Verlag, München 1999
- Detlef Stapf: Caspar David Friedrichs verborgene Landschaften. Die Neubrandenburger Kontexte. Greifswald 2014, netzbasiert P-Book
- Herrmann Zschoche: Caspar David Friedrich. Die Briefe. ConferencePoint Verlag, Hamburg 2005, شابک ‎۳−۹۳۶۴۰۶−۱۲-X